# Agapetus episkopi
Agapetus episkopi är en nattsländeart som beskrevs av Malicky 1972. Agapetus episkopi ingår i släktet Agapetus och familjen stenhusnattsländor. Inga underarter finns listade i Catalogue of Life.